# Neolophonotus macrocerus
Neolophonotus macrocerus là một loài ruồi trong họ Asilidae. Neolophonotus macrocerus được Londt miêu tả năm 1985. Loài này phân bố ở vùng nhiệt đới châu Phi.